# Hurstbourne Acres
Hurstbourne Acres – miasto w Stanach Zjednoczonych, w stanie Kentucky, w hrabstwie Jefferson.